# Ermschwerd
Ermschwerd ist ein Stadtteil von Witzenhausen im nordhessischen Werra-Meißner-Kreis.

## Geographie
Ermschwerd liegt am Nordostrand des Kaufunger Waldes und im Norden des Geo-Naturparks Frau-Holle-Land (Werratal.Meißner.Kaufunger Wald). Es befindet sich 3,2 km nordwestlich der Kernstadt von Witzenhausen und 13,4 km südöstlich der Kernstadt von Hann. Münden; die nächsten Großstädte sind das 21,2 km nordnordöstlich gelegene Göttingen und das 22,8 km westsüdwestlich liegende Kassel.
Nach Durchfließen von Ermschwerd mündet der Hungershäuserbach in den dort von Südosten kommenden Weser-Quellfluss Werra. Südöstlich des Dorfs liegt der Burgberg (215,2 m ü. NHN). Auf ihm stand die Burg Ermschwerd. Auf seinem Südhang liegt das Segelfluggelände Burgberg bei Witzenhausen.
Zu Ermschwerd gehören die Siedlungen Stiedenrode, das etwa 2 km nordwestlich liegt, und Freudenthal, das sich 1 km nordöstlich – jenseits der Werra – befindet.

## Geschichte
Die erste urkundliche Erwähnung des Ortes datiert auf das Jahr 833 unter dem Namen „Ermunteswert“. Unterhalb der Siedlung befand sich eine Furt durch die Werra.
Am 11. Dezember 1022 besuchte Kaiser Heinrich II. Ermschwerd (Erminswerder), als Zwischenstation auf einer Reise zwischen Paderborn und Kaufungen, und hielt dort Königsgericht, vermutlich auf der Burg Ermschwerd. In seinem Gefolge befanden sich unter anderen der Erzbischof Aribo von Mainz, die Bischöfe Werner I. von Straßburg, Adalbald II. von Utrecht, Meinwerk von Paderborn und verschiedene Grafen.
Der Ort war wohl ganz oder teilweise im Besitz der Abtei Fulda, die verschiedene Adlige damit belehnte, darunter die Herren von Hanstein. Im Jahre 1350 veräußerten diese das Dorf an die Herren von Berlepsch, die damit Fuldaer Lehnsleute wurden. Bald darauf, im Jahre 1461, kam das Dorf in den Besitz der Landgrafschaft Hessen.
1486 kam es, als Zubehör der zuvor bereits mehrfach an verschiedene Pfandinhaber verpfändeten Burg Ziegenberg, mit dieser als Pfandschaft des Landgrafen Ludwig I. für 1900 Gulden an dessen Hofdiener Georg von Buttlar (1408–1489). Dessen Sohn Georg erhielt 1494 unter Verzicht auf die Pfandsumme die Burg Ziegenberg mit allem Zubehör als Mannlehen. Die Witwe von Georgs Sohn Erasmus (Asmus) von Buttlar (1495–1541), Margarethe von Boineburg gen. von Honstein (1503–1554), war die Bauherrin des schlossartigen Herrenhauses auf dem Gut in Ermschwerd, wahrscheinlich um ihrem jüngsten Sohn Heimbrod von Buttlar (1541–1609), der nur wenige Monate vor dem Tod seines Vaters geboren wurde, eine angemessene Residenz zu schaffen. Heimbrod erhielt bei der endgültigen Teilung des väterlichen Erbes im März 1571 das Gut Ermschwerd und Anteile an den benachbarten buttlarschen Gütern Stiedenrode und Freudenthal sowie in Elberberg und Laubach; er wurde Stammvater der Ermschwerder bzw. Elberberger Linie des Hauses Buttlar. Seine Nachkommen blieben bis 1813 im Besitz des Guts und des Großteils des Dorfs, in dem aber auch das Wilhelmitenkloster Witzenhausen Eigentum besaß.
Der Ort gehörte bis 1821 zum hessischen Amt Ludwigstein/Witzenhausen und danach zum Landkreis Witzenhausen. Während der französischen Besetzung gehörte der Ort zum Kanton Witzenhausen im Königreich Westphalen (1807–1813).
Hessische Gebietsreform (1970–1977)
Die Gemeinde bis dahin selbständige Gemeinde Ermschwerd wurde im Zuge der Gebietsreform in Hessen kraft Landesgesetz zum 1. Januar 1974 nach Witzenhausen eingemeindet. Für die nach Witzenhausen eingegliederten, ehemals eigenständigen Gemeinden wurde je ein Ortsbezirk mit Ortsbeirat und Ortsvorsteher nach der Hessischen Gemeindeordnung gebildet.

## Bevölkerung
Einwohnerstruktur 2011
Nach den Erhebungen des Zensus 2011 lebten am Stichtag, dem 9. Mai 2011 in Ermschwerd 1017 Einwohner. Darunter waren 36 (3,5 %) Ausländer. Nach dem Lebensalter waren 153 Einwohner unter 18 Jahren, 429 zwischen 18 und 49, 237 zwischen 50 und 64 und 196 Einwohner waren älter. Die Einwohner lebten in 468 Haushalten. Davon waren 153 Singlehaushalte, 141 Paare ohne Kinder und 132 Paare mit Kindern, sowie 30 Alleinerziehende und 9 Wohngemeinschaften. In 105 Haushalten lebten ausschließlich Senioren und in 315 Haushaltungen lebten keine Senioren.
Einwohnerentwicklung
| Quelle: Historisches Ortslexikon |                                     |
| • 1466:                          | 25 Hausgesesse                      |
| • 1575:                          | 56 Hausgesesse                      |
| • 1681:                          | 45 Hausgesesse                      |
| • 1747:                          | 72 Mannschaften mit 77 Feuerstellen |
|                                  |                                     |

| Ermschwerd: Einwohnerzahlen von 1834 bis 2022 | Ermschwerd: Einwohnerzahlen von 1834 bis 2022 | Ermschwerd: Einwohnerzahlen von 1834 bis 2022 | Ermschwerd: Einwohnerzahlen von 1834 bis 2022 | Ermschwerd: Einwohnerzahlen von 1834 bis 2022 |
| --- | --------------------------------------------- | --------------------------------------------- | --------------------------------------------- | --------------------------------------------- |
| Jahr |                                               |                                               |                                               | Einwohner                                     |
| 1834 | 1834                                          |                                               | 811                                           | 811                                           |
| 1840 | 1840                                          |                                               | 837                                           | 837                                           |
| 1846 | 1846                                          |                                               | 832                                           | 832                                           |
| 1852 | 1852                                          |                                               | 793                                           | 793                                           |
| 1858 | 1858                                          |                                               | 730                                           | 730                                           |
| 1864 | 1864                                          |                                               | 750                                           | 750                                           |
| 1871 | 1871                                          |                                               | 684                                           | 684                                           |
| 1875 | 1875                                          |                                               | 706                                           | 706                                           |
| 1885 | 1885                                          |                                               | 640                                           | 640                                           |
| 1895 | 1895                                          |                                               | 640                                           | 640                                           |
| 1905 | 1905                                          |                                               | 656                                           | 656                                           |
| 1910 | 1910                                          |                                               | 634                                           | 634                                           |
| 1925 | 1925                                          |                                               | 658                                           | 658                                           |
| 1939 | 1939                                          |                                               | 796                                           | 796                                           |
| 1946 | 1946                                          |                                               | 1.056                                         | 1.056                                         |
| 1950 | 1950                                          |                                               | 1.051                                         | 1.051                                         |
| 1956 | 1956                                          |                                               | 895                                           | 895                                           |
| 1961 | 1961                                          |                                               | 895                                           | 895                                           |
| 1967 | 1967                                          |                                               | 868                                           | 868                                           |
| 1970 | 1970                                          |                                               | 882                                           | 882                                           |
| 1980 | 1980                                          |                                               | ?                                             | ?                                             |
| 1990 | 1990                                          |                                               | ?                                             | ?                                             |
| 2000 | 2000                                          |                                               | ?                                             | ?                                             |
| 2011 | 2011                                          |                                               | 1.017                                         | 1.017                                         |
| 2015 | 2015                                          |                                               | 1.011                                         | 1.011                                         |
| 2022 | 2022                                          |                                               | 1.019                                         | 1.019                                         |
| Datenquelle: Historisches Gemeindeverzeichnis für Hessen: Die Bevölkerung der Gemeinden 1834 bis 1967. Wiesbaden: Hessisches Statistisches Landesamt, 1968. Weitere Quellen: ; Stadt Witzenhausen; Zensus 2011 |                                               |                                               |                                               |                                               |

Historische Religionszugehörigkeit
| Quelle: Historisches Ortslexikon | |
| • 1885:                          | 334 evangelische (= 85,86 %), kein katholischer, 55 anderes christliche-konfessionelle (= 14,14 %) Einwohner |
| • 1925:                          | 649 evangelische (= 98,63 %), ein katholischer (= 0,15 %) Einwohner                                          |
| • 1961:                          | 754 evangelische (= 84,25 %), 122 katholische (= 13,63 %) Einwohner                                          |

## Politik
Für Ermschwerd besteht ein Ortsbezirk (Gebiete der ehemaligen Gemeinde Ermschwerd) mit Ortsbeirat und Ortsvorsteher nach der Hessischen Gemeindeordnung. Der Ortsbeirat besteht aus sieben Mitgliedern. Bei den Kommunalwahlen in Hessen 2021 betrug die Wahlbeteiligung zum Ortsbeirat 57,26 %. Alle Kandidaten gehörten der Liste „Gemeinsam für Ermschwerd“ an. Der Ortsbeirat wählte Mathias Amend zum Ortsvorsteher.

## Kultur und Sehenswürdigkeiten

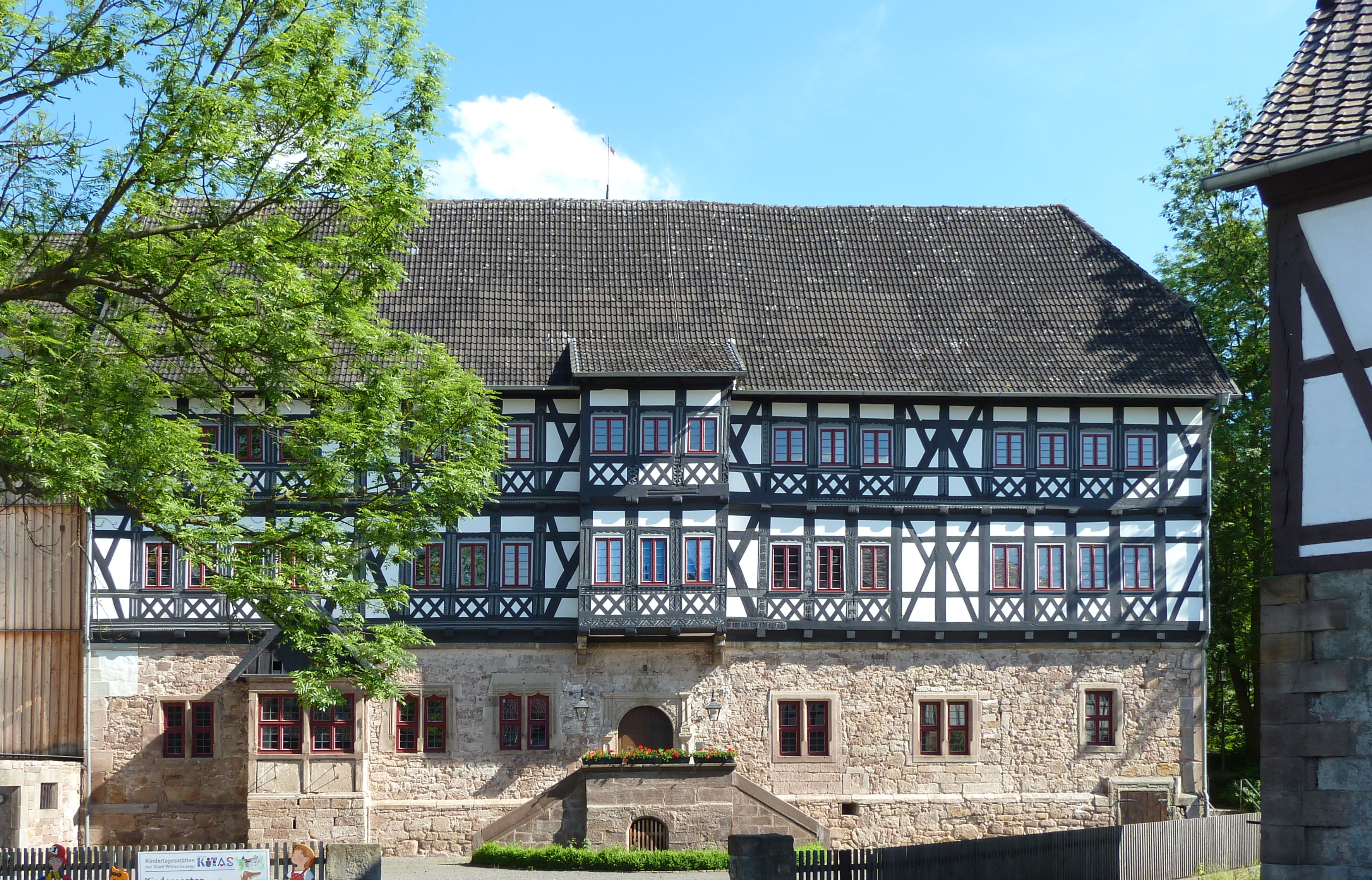
Schloss Ermschwerd
Im Jahre 1551 wurde das Schloss Ermschwerd erbaut. Eine Treppe aus Sandstein führt zu einem Renaissanceportal, über dem die Wappen derer von Buttlar und von Boyneburg zu sehen sind. Innerhalb des Gebäudes befindet sich heute vier Wohnungen, ein Kindergarten und ein großer Saal für Veranstaltungen.
Dorfkirche

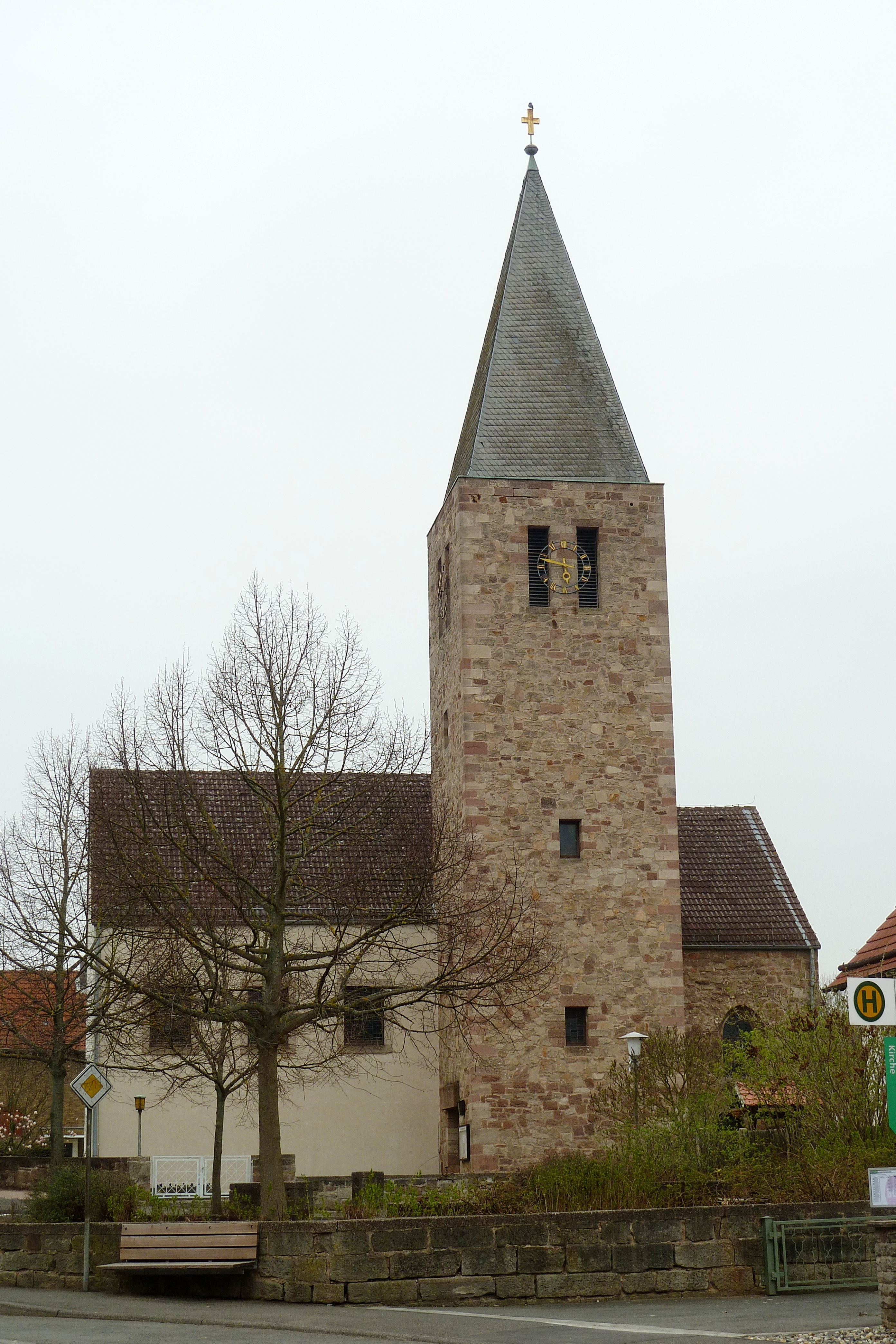
Ev. Kirche

Die seit der Reformation evangelische Dorfkirche steht nicht weit vom Schloss „auf dem Kirchhof“, der früher wahrscheinlich ummauert war. Nach umfangreichen Baumaßnahmen in den 1960er Jahren ist heute nur noch ein kleiner Teil der alten Kirche erhalten, der als Winterkirche genutzt wird. Die heutigen Fenster wurden von Dieter von Andrian 1967/68 entworfen.
Vor dem Um- und Neuaufbau bestand sie aus einem romanischen Chorturm mit Fachwerkaufbau und verschieferter Haube aus dem 17. Jahrhundert und aus einem Langhaus, das in spätgotischer Zeit und besonders im 17. Jahrhundert erweitert wurde.

## Persönlichkeiten
- Theodor Neubauer (1890–1945) war ein deutscher Parlamentarier (KPD) und Widerstandskämpfer.